# ノリタケジプサム
株式会社ノリタケジプサムは、かつて愛知県名古屋市港区築三町2丁目39番地に本社を置いた石膏メーカー。

2008年4月1日にノリタケ機材株式会社(※ノリタケ機材も2010年に株式会社ノリタケカンパニーリミテドへ吸収合併)へ吸収合併された。

## 概要
ノリタケカンパニーリミテドの石膏事業部門が2001年に分離して設立された、同社の子会社である。この石膏部門は1984年に吸収合併した日東石膏の流れを汲むものであり、ノリタケジプサムはその流れを汲む存在といえる。
2003年以降のノリタケグループの石膏事業は、ノリタケジプサムが石膏の調合を行ない、タイ王国にあるノリタケカンパニーリミテドとサイアムグループ（タイの企業集団）の合弁会社・「ザ・サイアム・モールディング・プラスター（The Siam Molding Plaster Co., Ltd.）」が焼石膏を生産して、ノリタケカンパニーリミテドが日本国内の販売を行なっている。また、東南アジアでの販売は同じく合弁会社の「ノリタケサイアム（Noritak（Siam）CO., Ltd.）」が担当している。
製品には石膏鋳型や、無水石膏を利用した乾燥剤、地盤改良剤などがある。